# 籠渡白山社
籠渡白山社（かごどはくさんしゃ）は、富山県南砺市（旧平村）上梨にある神社。
籠渡白山社に奉納される獅子舞の木造獅子頭は五箇山に現存する中では最も古く貴重なものとして、市指定文化財とされている。

## 概要
富山県西南部、南砺市の旧平村籠渡（現在の表記は篭渡）集落に鎮座する。
籠渡白山社の起源は明らかではなく、正徳2年（1712年）から寛政8年（1796年）の調査までは籠渡集落の神社は「観音堂」であったが、天保6年（1835年）の調査より「白山社」と記録されるようになる。
現在の本殿は昭和18年（1943年）に造営されたものである。春季祭礼は4月30日にあり、秋季祭礼は9月30日にある。

## 木造獅子頭

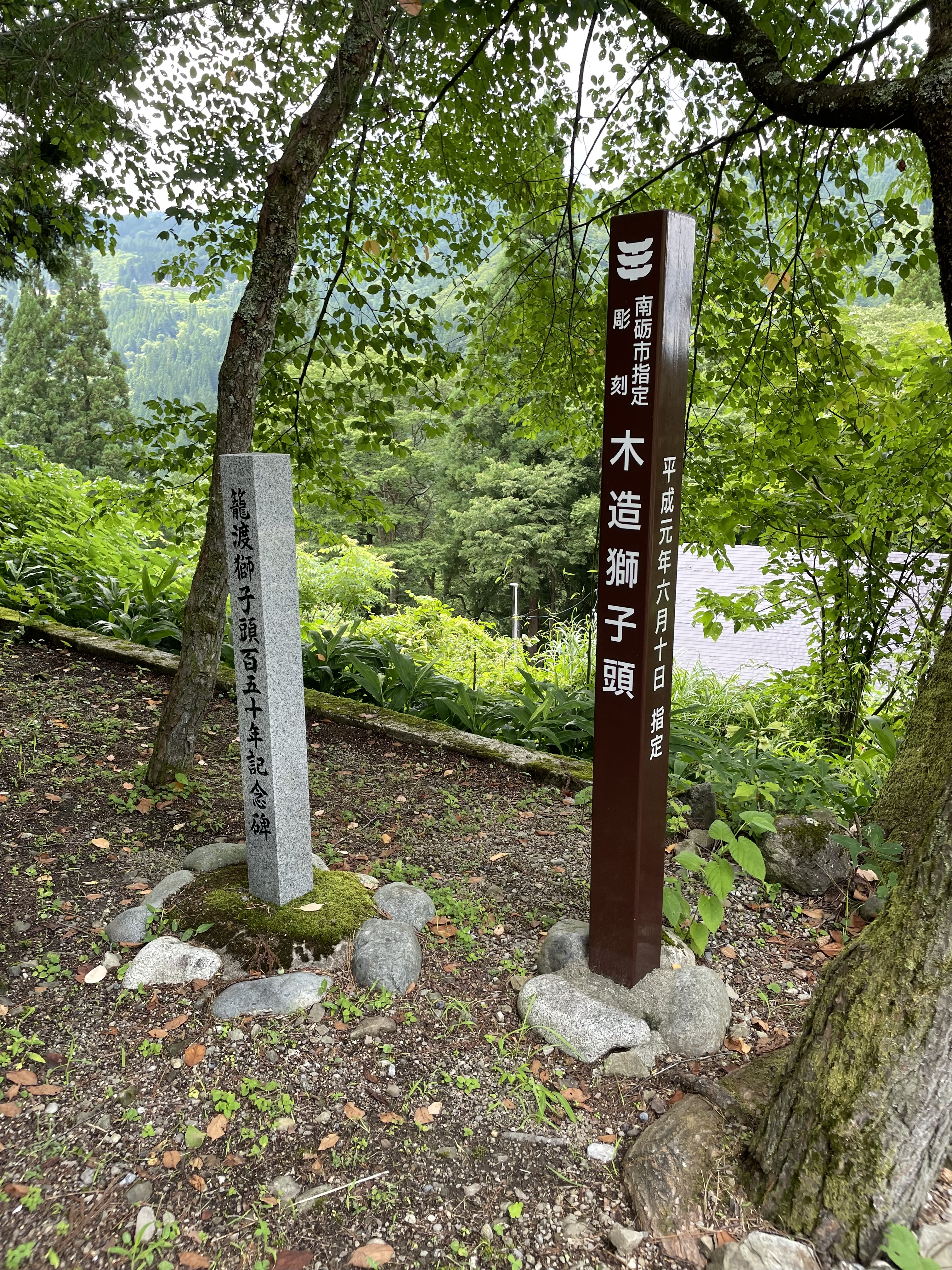
富山県南砺市篭渡白山社の文化財案内。

篭渡の獅子舞は、金沢より流刑人として送られてきた工師横井大治良が教えた事が起源とされている。流刑人の横井大治良は城端町へ行く者に買い物を頼むなど村民と親しくしており、その縁で獅子舞の棒おどり・なぎなた踊りを教えた。その他、文字の読み書きやお盆のキリコ、墓のアンドンなども横井大治良が教えた事が風習となって続いているとされる。
横井は中江村の庄左衛門に指示して獅子頭を彫らせており、これが現在まで伝えられ市指定文化財とされている。寸法は高さ29㎝、長さ40㎝、重量6.5㎏、角の部分13㎝、幅36-38㎝。この獅子頭は全面漆塗りおよび金箔塗りを施してあり、眼に白漆を使ってあることから、城端の小原治五右衛門塗とされている。獅子頭の箱書きには「安政七歳（1860年）　工師　横井大治良　刀者　中江村　庄左衛門」とあって、年代が分かる五箇山の獅子頭としては最も早く、貴重なものである。
平成元年（1989年）6月10日に平村の有形文化財に指定され、現在は南砺市に引き継がれている。